# Daniel Dąbrowski
Daniel Dąbrowski (Łódź, 23 settembre 1983) è un velocista polacco.

## Palmarès
| Anno | Manifestazione   | Sede       | Evento      | Risultato  | Prestazione | Note |
| ---- | ---------------- | ---------- | ----------- | ---------- | ----------- | ---- |
| 2003 | Europei under 23 | Bydgoszcz  | 400 m piani | Batteria   | 47"11       |      |
| 2003 | Europei under 23 | Bydgoszcz  | 4×400 m     | Oro        | 3'03"32     |      |
| 2004 | Mondiali indoor  | Budapest   | 4x400 m     | Batteria   | 3'10"33     |      |
| 2005 | Europei under 23 | Bydgoszcz  | 400 m piani | Bronzo     | 47"44       |      |
| 2005 | Europei under 23 | Bydgoszcz  | 4×400 m     | Oro        | 3'02"57     |      |
| 2005 | Universiadi      | Smirne     | 400 m piani | Semifinale | 41"12       |      |
| 2005 | Universiadi      | Smirne     | 4x400 m     | Oro        | 3'02"57     |      |
| 2006 | Mondiali indoor  | Mosca      | 400 m piani | Semifinale | 46"61       |      |
| 2006 | Mondiali indoor  | Mosca      | 4x400 m     | Argento    | 3'04"67     |      |
| 2006 | Europei          | Göteborg   | 400 m piani | 4º         | 45"56       |      |
| 2006 | Europei          | Göteborg   | 4×400 m     | Bronzo     | 3'01"73     |      |
| 2007 | Universiadi      | Bangkok    | 4x400 m     | Oro        | 3'02"05     |      |
| 2007 | Mondiali         | Osaka      | 400 m piani | Batteria   | 45"50       |      |
| 2007 | Mondiali         | Osaka      | 4x400 m     | Bronzo     | 3'00"05     |      |
| 2008 | Giochi olimpici  | Pechino    | 400 m piani | Batteria   | 47"83       |      |
| 2010 | Europei          | Barcellona | 4×400 m     | 5º         | 3'03"42     |      |